# Conflict: Vietnam
Conflict: Vietnam è un videogioco sparatutto in terza persona ambientato durante la guerra del Vietnam. È stato sviluppato dalla Pivotal Games e pubblicato in Italia dalla SCi Games il 3 settembre 2004.

## Storia
Vietnam, gennaio 1968. Harold Kahler è un diciannovenne studente di medicina arruolato nell'esercito americano e assegnato alla 101ª Divisione Aviotrasportata. Aveva sentito parlare per la prima volta del Vietnam nel 1964, durante un piccolo reportage televisivo; non avrebbe certo mai potuto immaginare che di li a pochi anni l'esercito lo avrebbe inviato a combattere proprio in quello sperduto angolo del Sud Est Asiatico. Il ragazzo, soprannominato Cherry dai suoi commilitoni per la sua scarsa esperienza sul campo, è assegnato a una squadra composta da tre veterani, uomini molto diversi tra loro. Il sergente Frank "Ragman" Wier è l'esperto e coraggioso caposquadra, ha ventotto anni ed è già al terzo tour in Vietnam. Il caporale Will "Hoss" Shafer, il mitragliere, ventitreenne originario dell'Alabama, arruolatosi per lasciare la fattoria di famiglia, amante dell'azione e considerato dai compagni un po' fuori di testa; ha spesso litigi col commilitone Junior. Infine vi è il caporale afroamericano Bruce "Junior" Lesh, il tiratore scelto, ventiduenne originario di New York, arruolatosi per sfuggire a povertà e segregazione razziale è ben presto diventato un soldato disilluso che desidera solo sopravvivere e tornare in America (all'inizio del gioco gli mancano appena trenta giorni al termine della ferma in Vietnam); ha continui litigi col commilitone Hoss, che considera un razzista bifolco e un pazzo pericoloso.
La squadra di parà raggiunge la base della 101ª, che tutti chiamano la città fantasma "Ghost Town", dove Khaler e i suoi compagni si sottopongono a un addestramento base (utile al giocatore per familiarizzare coi comandi del gioco; a differenza di Conflict Desert Storm però l'addestramento non si può saltare, essendo la prima missione del gioco). Durante l'addestramento i guerriglieri Vietcong attaccano la base, bisognerà quindi respingere l'assalto e poi lanciare un rastrellamento nella zona circostante per eliminare quante più truppe nemiche possibile, fino al recupero per via elicottero. Qualche giorno dopo, il 31 gennaio 1968, ha inizio l'Offensiva del Tet. La guarnigione americana nella città fantasma, attaccata da soverchianti forze nemiche e da carri armati, resiste a stento. Il giorno dopo i paracadutisti vanno in pattuglia, ma l'elicottero su cui volano i quattro protagonisti è abbattuto e loro sono i soli superstiti. Soli, con poche munizioni (a differenza di Conflict Desert Storm i soldati, quando iniziano una missione, hanno a disposizione le stesse munizioni che avevano al termine della missione precedente, quindi non bisogna sprecare proiettili) dietro le linee nemiche, nel pieno dell'Offensiva del Tet, i quattro devono sopravvivere a due temibili avversari: la giungla e il nemico.
In principio cercano di raggiungere un fiume e dopo furiosi combattimenti raggiungono una barca. A bordo vi è solo il timoniere, Chief, il quale dice di aver infiltrato un commando di berretti verdi per una missione segreta in Cambogia e di essere di ritorno alla base (chiaro il riferimento ad Apocalypse Now). A bordo del battello si verifica l'ennesimo litigio tra Hoss e Junior e Khaler si frappone fra loro, dicendo che non ha senso litigare perché se vogliono sopravvivere devono imparare a proteggersi a vicenda; colpiti dal coraggio e dalla determinazione del loro giovane commilitone, i tre paracadutisti decidono di (ri)battezzarlo "Doc", proprio a significare il suo debutto come membro effettivo della squadra. Durante l'attraversata i 4, utilizzando le mitragliatrici a bordo, dovranno ingaggiare le forze nemiche sui due lati del fiume e mettere a ferro e a fuoco la zona. Il timoniere è ucciso nello scontro. Quando attraccano i parà entrano in contatto con un gruppo di montagnard, una milizia locale alleata degli americani e ostile ai Vietcong. Il capo villaggio offre agli americani una radio se accettano di aiutarli, perché i vietcong hanno rubato una reliquia sacra e catturato alcuni contadini, quindi bisognerà recuperare la statuetta (il salvataggio degli ostaggi è considerato un obiettivo secondario). Una volta recuperata da un elicottero la squadra si ritrova in una base tenuta da un reparto di cavalleggeri; la base è sotto attacco e, pur decimati, gli americani riescono a resistere alle forze comuniste. Durante la notte i vietcong si infiltrano nella base e riescono a catturare i quattro e un ufficiale. Ragman, Doc e l'ufficiale sono costretti a giocare alla roulette russa per il divertimento dei loro aguzzini (chiaro il riferimento alla celeberrima scena del film Il Cacciatore). L'ufficiale muore ma Ragman e Doc riescono a liberarsi, a prendere le armi e le munizioni dei nemici uccisi e liberano i loro due compagni. Durante la fuga i parà incontrano casualmente due soldati delle forze speciali, il sergente Stone e un soldato innominato, entrambi facenti parte del SAS Australiano. Gli americani decidono di aiutare i colleghi australiani a effettuare dei sabotaggi in una zona controllata dai guerriglieri; quindi i soldati del SAS chiamano un'evacuazione per i loro amici, che vengono recuperati da una jeep.
Le ultime missioni del gioco, che si ispirano chiaramente al film Full Metal Jacket, sono ambientate a Hue durante la fase finale della battaglia. Ci saranno duri scontri casa per casa contro le forze nemiche, soprattutto truppe regolari nord - vietnamite, bisognerà servire come mitraglieri su un elicottero e infine si dovrà fare irruzione nel Palazzo della Pace (l'ex residenza imperiale vietnamita in cui si asserragliarono le forze comuniste per l'ultima resistenza alle truppe americane e sud - vietnamite); durante i combattimenti nel palazzo imperiale bisognerà uccidere un generale e alti ufficiali dello stato maggiore nord - vietnamita. Il gioco termina con le truppe americane che hanno vinto la battaglia e i quattro paracadutisti che finalmente sono riusciti a raggiungere le linee amiche. Ovviamente la vittoria è celebrata dai soldati con una piccola festa a base di birra e "dolci compagnie".
Khaler racconta infine il destino dei protagonisti. Il sergente Wier, al termine della ferma si congeda con onore dall'esercito, andando a vivere con il proprio cane, chiamato ironicamente Ho Chi Min, nella casa sulle Montagne Rocciose, acquistata al rimpatrio. Junior, anch'egli congedato per fine ferma, non riesce a reinserirsi in un'America dove la segregazione razziale è ancora la norma, e si unisce alle Pantere Nere, rimarrà ucciso dopo appena sei mesi dal rimpatrio in uno scontro a fuoco con la FBI; Khaler lo ricorda ancora con affetto.  Hoss invece si rafferma nell'esercito, venendo assegnato al MACV SOG, svolgendo missioni segrete in Laos e Cambogia. Khaler torna in America, termina gli studi in medicina diventando un rinomato e rispettabile medico, specializzato in ferite da arma da fuoco.

## Caratteristiche
- 14 missioni con combattimenti corpo a corpo, scontri a bordo di imbarcazioni ed elicotteri e bombardamenti al napalm.
- Le terribili trappole esplosive vietnamite azionate da fili: Bouncing Betty, Punji Stake Pit e granate.
- Un nemico intelligente e spietato in grado di darti la caccia e tenderti imboscate.
- Combattimento multigiocatore in modalità cooperativa in grado di ridefinire il suo genere reso famoso dalla pluripremiata serie Conflict.

Durante la missione a Hue, allorché i 4 si trovano ad affrontare un blocco formato da un corazzato nemico, la struttura di quella parte di città è modellata su quella di una (pressoché) identica missione in Desert Storm 2; un'altra parte, ambientata nella "città vecchia", il dedalo di viuzze sembra rifarsi all'interno della fortezza del Kerak, in cui è ambientata l'ultima missione di Desert Storm 1.

## Musiche
- White Rabbit - Jefferson Airplane
- Paint it black - The Rolling Stones
- Going up the country - Canned Heat
- Nowhere to run - Martha and the Vandellas

## Personaggi
- Sergente Frank Wier detto Ragman - Caposquadra. Ha 28 anni e proviene da una famiglia proletaria della provincia americana. Terminati gli studi sembrava destinato ad un lavoro in fabbrica, come il padre ed altri parenti, decide invece di arruolarsi nello US Army. Compiuto l'addestramento basico, è destinato alla Scuola Paracadutisti e quindi alla 101ª Divisione Aviotrasportata. Dopodiché è inviato in Viet Nam. Nel gioco è al terzo turno in Sud Est Asia, ed essendo sergente ha già almeno tra 4 e 6-8 anni di servizio. È un eccellente caposquadra, capace di inquadrare la situazione tattica; è il punto di riferimento e collante della squadra, che riesce sempre a tirare fuori anche delle situazioni più disperate. Alla fine, si verrà a sapere che dopo il rimpatrio, per fine turno (tour of duty in inglese) in Viet Nam, presenterà domanda di congedo e si trasferirà a vivere in un'area isolata, con il proprio cane, che chiamerà  ironicamente Ho Chi Min, e decidendosi a firmare i documenti per il divorzio, che la moglie gli aveva lasciato.
- Caporale Bruce Lesh detto Junior - Cecchino. Giovane afroamericano 19enne, cresciuto nel ghetto e arruolato di leva, nel gioco è prossimo al congedo (lo si evince dal racconto della voce narrante - soldato Khaler - e da alcuni dialoghi tra Junior e lo stesso Khaler). È spesso in contrasto con Hoss, che considera un bifolco razzista e ignorante. Oltre che cecchino è anche il geniere della squadra. Alla fine del gioco, dopo la missione a Hue, Khaler, raccontando le vite dei membri della squadra dopo il rimpatrio, rivela che Junior, non riuscendo a reinserirsi in una società basata ancora su una visione segregazionista, si unì alle Pantere Nere (movimento di protesta nero violento) e rimase ucciso in una sparatoria con il FBI, appena 6 mesi dopo il rimpatrio. Il ricordo che Khaler ne ha è molto affettuoso.
- Caporale Will Shafer detto Hoss - Addetto alle armi pesanti. Giovane di 20-21 anni, anch'egli chiamato alla leva e spedito in Viet Nam, come Junior e Khaler. È cresciuto in una fattoria degli Stati centro meridionali, con una cultura fondamentalmente razzista e con una mentalità risalente all'epoca della Guerra di Secessione. Litiga spesso con Junior, proprio a causa di essa, venendo spesso apostrofato da costui come "bifolco razzista". Nella squadra è preposto alla mitragliatrice M 60 nonché alle armi controcarro come il TOW, LAW e RPG. Durante il racconto al termine della battaglia di Hue, Khaler riferisce di averlo perso di vista, sentendo nuovamente parlare di lui diversi anni dopo da un agente della CIA,che avendo alzato un po' il gomito racconta che Hoss, dopo la rafferma, era entrato nelle forze speciali -probabilmente il MACV-SOG- e nei primi anni settanta aveva svolto missioni segrete in Laos e Cambogia.
- Soldato Harold Kahler detto Cherry/Doc - Medico. È un 19enne, appartenente alla borghesia, in America detta middle class, studente di medicina al 1º anno, chiamato a leva e inviato in Vietnam, inquadrato nella 101ª Divisione Paracadutisti come infermiere di campo e aggregato alla squadra di Ragman; al suo arrivo è indicato da Junior come "segaossa", durante il volo in elicottero che trasporta la squadra a "Ghost Town", base del comando di battaglione, cinematica introduttiva della prima missione. Il suo soprannome inizialmente è Cherry, nomignolo dato al tempo ai soldati appena arrivati sul campo a significare l'inesperienza nel combattimento. In seguito invece, durante uno dei battibecchi tra Junior e Hoss particolarmente acceso, Khaler si frappone tra i due, che da quel momento lo "promuovono" a Doc, avendo dimostrato di essere diventato uomo e un "vero soldato" (Hoss si riferisce dicendo "il ragazzino ha le palle").

Riguardo al nomignolo "Cherry", va sottolineato che è la variante gentile di FNG (acronimo del più volgare fucking new guy: fottuto novellino), anch'esso usato per identificare i nuovi arrivati, verso i quali i congedanti non nutrivano molta simpatia.
Riguardo invece a "Doc", esso è usato da sempre con tono "elogiativo" verso gli infermieri; Khaler infatti non è medico, compito riservato a ufficiali, bensì appunto solo infermiere inquadrato nel Medical Service dello US Army.
Alla fine del gioco, dopo aver narrato le vite degli altri membri, parlando di sé dice che l'esperienza acquisita in Vietnam lo ha aiutato a diventare un bravissimo medico, specializzato nel trattamento delle ferite da arma da fuoco e da taglio, a New York. Riporta anche che spesso, durante la notte, si sveglia e ripensa alla propria esperienza in Viet Nam e ai propri (ex)compagni d'armi e a quanto quell'esperienza e la guerra, condividere con loro i sacrifici, lo ha segnato, nel bene e nel male.
I tratti del personaggio, come ad es. la provenienza sociale (è l'unico ad appartenere alla borghesia e a frequentare l'università), fanno pensare che Khaler sia ispirato al personaggio di Chris Taylor, impersonato da Charlie Sheen e protagonista di Platoon, anch'egli appartenente alla middle class, che però, a differenza di Khaler, è un volontario.

## Ispirazione da film
Conflict: Vietnam si è largamente ispirato ai film sulla guerra del Vietnam: The Deer Hunter per la scena della roulette russa, Hamburger Hill: collina 937, Apocalypse Now riguardo all'incontro con Chief e al compito che gli era stato assegnato, Full Metal Jacket e Platoon.